# Radio City AugA
『Radio City AugA』（ラジオシティアウガ）は、2013年5月1日から2014年3月31日までエフエム青森で放送されていた情報番組である。

## 概要
青森市が国の緊急雇用創出事業を活用して始めた帯番組で、青森市の中心市街地に関するさまざまな情報を発信していた。番組開始にあたり、パーソナリティ4人とディレクター1人を採用した。
当初は月曜 - 木曜の放送だったが、2か月後の2013年7月5日に金曜の放送を開始した。この金曜版は『Radio City AugA Friday』（ラジオシティアウガ・フライデー）というタイトルで放送されていた。月曜 - 木曜は16:00 - 16:35の放送で、当時フェスティバルシティ・アウガ4階に設けられていたエフエム青森のサテライトスタジオからの公開生放送。金曜のみ15:30 - 15:55の放送で、エフエム青森本社スタジオからの非公開生放送を行っていた。そのため、木曜までと金曜とではFAXの番号が異なっていた。
月曜 - 木曜のいずれかが祝日になった場合には当日の放送が無く、代わりに『faceホリデーエディション』（JAPAN FM NETWORK）の16時台をネットしていた。金曜が祝日に当たった場合、当日の扱いは当初は未定としていたが、2013年8月2日には放送休止になり、同年6月までレギュラー放送していた『FRIDAY GOES ON! 〜あっ、それいただきっ!〜』（JAPAN FM NETWORK）の15時台後半（第2部）を単発放送した。2013年12月からは祝日にも放送を行うようになったが、内容は平日版とは違って事前収録したコーナーを中心に構成されていた。金曜が祝日になった回では、番組全体が事前収録になっていた。
エフエム青森は開局以来、長らく16時台をJAPAN FM NETWORK製作番組のネット枠にしていたが、本番組の放送期間中のみ自社製作枠としていた。

## パーソナリティ
本番組のパーソナリティ4人はAu-garls （アウガールズ）と呼ばれていた。彼女たちによるエンディングの挨拶は「アウガで会うがー」が定型句になっていたが、金曜のみ時折違う挨拶をすることがあった。
- 坂口千夏
- 山谷真由美
- 豊川侑紀
- 長谷川けいこ